# Parco eolico di Alto Minho
L'Alto Minho Wind Farm è un parco eolico da 240 MW ed è in costruzione nel distretto di Viana do Castelo in Portogallo. Questo parco eolico consisterà in turbine E-80 della Enercon per 136 MW e 104 MW date da turbine E-70 sempre della Enercon.
A marzo 2007 in Portogallo vi erano 1,874 MW di capacità di energia eolica installata e ben 908 MW in costruzione.